# Beaterator
Beaterator é um mixador de música lançado pela Rockstar Games em setembro de 2009 para Playstation Portable, Playstation 3 (via Playstation Network) e para iOS em dezembro de 2009. Beaterator foi desenvolvido pela Rockstar Leeds e teve como co-produtor o rapper e produtor musical Timbaland.
O jogo é baseado em uma ferramenta de mixagem de música feita no Adobe Flash e lançado na Internet em 2005 pela Rockstar e contém novos loops originais e sons produzidos por Timbaland para Beaterator. O jogo permite ao usuário produzir seus próprios loops.
Existem três modos de jogo: Live play, Studio Session and Song Crafter. O jogo tem integração ao Social Club para compartilhar músicas com a Comunidade.
Para comemorar o lançamento do jogo, a Rockstar Games realizou um evento na PlayStation Home na estação de Listen@Home, na  North America's Central Plaza em 16 de outubro de 2009. Os participantes poderiam reproduzir sua faixas criadas e compartilhadas no Social Club durante o evento.
Em 10 de junho de 2014, o serviço GameSpy foi descontinuado, levando consigo os conteúdos do beaterator no Social Club.

## Recepção
Recepção para o jogo foi principalmente positiva. O jogo recebeu uma nota de 80/100 no Metacritic.